# Antiblemma purpuripicia
Antiblemma purpuripicia är en fjärilsart som beskrevs av George Francis Hampson 1926. Antiblemma purpuripicia ingår i släktet Antiblemma och familjen nattflyn. Inga underarter finns listade i Catalogue of Life.